# 龜田町停留場
龜田町停留場（日语：／ Kamedachō teiryūjō */?）是位於北海道函館市龜田町的函館市交通局（函館市電車）本線已被廢除的鐵路車站。

## 歷史
- 參考函館市交通局的歷史。

## 車站周邊
- 國道5號
- 函館龜田郵政局

## 相鄰車站

### 已廢除的路線
函館市交通局
本線（於1978年11月1日被廢除）
瓦斯會社前－龜田町－大野新道